# Kanzel Brie (Ille-et-Vilaine)

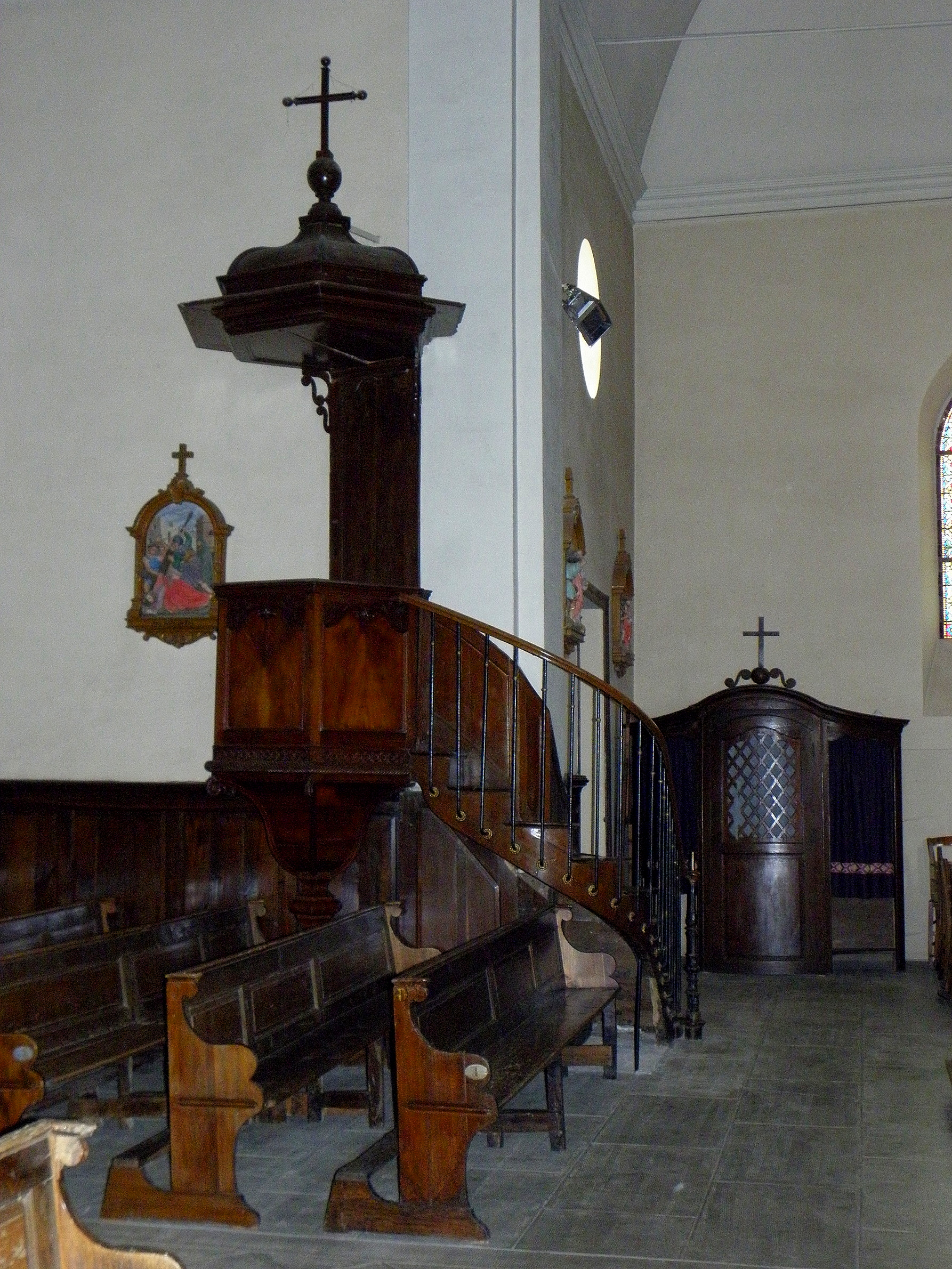
Kanzel in Brie

Die Kanzel in der katholischen Kirche Notre-Dame in Brie, einer französischen Gemeinde im Département Ille-et-Vilaine in der Region Bretagne, wurde 1817  geschaffen. Die Kanzel wurde 1977 als Monument historique in die Liste der geschützten Objekte (Base Palissy) in Frankreich aufgenommen.
Die 2,15 Meter hohe Kanzel aus Kirschbaumholz wurde von Louis Renault aus Rennes geschaffen. Der einfache Schalldeckel wird von einem Kreuz bekrönt. 
Der nahezu schmucklose Kanzelkorb wird von einer runden Stütze getragen. Über eine hölzerne Treppe mit Geländer aus Eisenstäben erreicht man die Kanzel.